# Kabinett Abaid
Das Kabinett Abaid war vom 5. Oktober 1999 bis 9. Juli 2004 die Regierung Ägyptens.
Muhammad Husni Mubarak ernannte es und
löste es durch die Ernennung des Kabinett Nazif ab. Am 5. Oktober 1999 wurden 19 Minister aus dem vorangegangenen Ersten Kabinett el-Ganzuri übernommen und 13 Minister neu ernannt.

## Zusammensetzung
| Ministerium                                                                                     | Minister | Bemerkung                                                   |
| ----------------------------------------------------------------------------------------------- | --- | ----------------------------------------------------------- |
| Ministeriumpräsident                                                                            | Atif Abaid |                                                             |
| Ministerium für Landwirtschaft und Landforderungen                                              | Yousef Wali | Seit 1982                                                   |
| Verteidigungsministerium                                                                        | Mohammed Hussein Tantawi | Seit 1991                                                   |
| Außenministerium                                                                                | Amr Musa, ab 2001: Ahmed Maher | Seit 1991                                                   |
| Innenministerium                                                                                | Habib al-Adli | Seit 1997                                                   |
| Informationsministerium                                                                         | Safwat El-Sherif | Seit 1982; Fernsehanstalten                                 |
| Hochschul- und Forschungsministerium                                                            | Moufed Mahmoud Shehab | Seit 1997                                                   |
| Justizministerium                                                                               | Farouk Mahmoud Seif El-Nasr | Seit 1990                                                   |
| Ministerium für Stiftungen nach islamischem Recht                                               | Mahmoud Zakzouk | Seit Juli 1997                                              |
| Kulturministerium                                                                               | Farouk Hosny | Seit 1987                                                   |
| Tourismusministerium                                                                            | Mohammed Mamdouh El-Beltagui | Seit Oktober 1993                                           |
| Ministerium für den Schura-Rat                                                                  | Kamal Mohammed El-Shazli | Seit Oktober 1993                                           |
| Ministerium für Siedlungs- und Wohnungsbau                                                      | Mohammed Ibrahim Suleiman | Seit Oktober 1993                                           |
| Ministerium für Beschäftigung- und Migration                                                    | Ahmad Ahmad El-Amawy | Seit 1993                                                   |
| Ministerium für administrative Entwicklung                                                      | Mohamed Zaki Abu Amer Ahmed Mahmoud Osman Darwish                                                                                           | (* März 1946) Seit 1993                                     |
| Gesundheits- und Bevölkerungsministerium                                                        | Seit 1996: Ismail Awad-Allah Sallam Ismail Awadallah Sallam (* 21. Juli 1941 im Monoufeya Governorate); Ab März 2002: Mohamed Awad Tageddin |                                                             |
| Ministerium für Bewässerung und öffentliche Arbeiten.                                           | Mahmoud Abu Zeid | Seit Juli 1997                                              |
| Umweltministerium                                                                               | Nadia Makram Ebeid Nadia Makran Ebeid | Seit 1997                                                   |
| Bildungsministerium                                                                             | Hussein Kamel Bahaeddin | Seit 1992                                                   |
| Ministerium für Wirtschaft und Außenhandel                                                      | Youssef Boutros Ghali | Seit 1993 in verschiedenen Ministerämtern in der Regierung. |
| Ministerium für Jugend und Sport                                                                | Ali El Deen Hilal Dessouki |                                                             |
| Ministerium elektrische Energie                                                                 | Ali El-Sa'idi; Ab 22. November 2001: Hassan Ahmed Younis                                                                                    | [ 3 ]                                                       |
| Ministerium für Bodenschätze                                                                    | Amin Sameh Samir Fahmy |                                                             |
| Finanzministerium                                                                               | Mohamed Medhat Hassanein |                                                             |
| Ministerium für Staatsbetriebe                                                                  | Mokhtar Khattab |                                                             |
| Ministerium für Planung und internationale Zusammenarbeit                                       | Ahmed Mahmoud Osman Darwish |                                                             |
| Ministerium der Unternehmen der Streitkräfte Ägyptens                                           | Sayed Abdou Mostafa Meshaal |                                                             |
| Sozialversicherungsministerium                                                                  | Amina Hamza Mohamed El-Guindi |                                                             |
| Technisches Entwicklungs- und Industrieministerium vorher Industrie und Bodenschätzeministerium | Vorgänger:Suleiman Reda Mustafa El-Rifai Moustafa Mohamed Othman El-Refa'l Nachfolger Ali el-Saeedi                                         |                                                             |
| Verkehrsministerium                                                                             | Ibrahim El-Demeiri |                                                             |
| Kommunikations- und IT-Ministerium                                                              | Ahmad Nazif |                                                             |
| Ministerium für Versorgung und internationalen Handel                                           | Hassan Ali Ali Khedr |                                                             |
| Ministerium für lokale Entwicklung bisher Ministerium für ländliche Entwicklung                 | Moustafa Mohamed Mohamed Abdelkader Mustafa Abdel-Qader                                                                                     |                                                             |
| Dschihaz al-Muchabarat al-Amma                                                                  | Generalmajor Mahmoud Mowafy | Seit 1993                                                   |
| Suez Canal Authority                                                                            | Ahmed Fadel |                                                             |
| Ägyptische Altertümerverwaltung                                                                 | Zahi Hawass |                                                             |